# Lliga Calcídica
La lliga Calcídica fou una aliança de ciutats calcídiques encapçalada per Olint, que fou fundada el 421 aC. Es va formar segurament per fer front a l'expansió del rei Amintes de Macedònia. La lliga es va desenvolupar després de la guerra del Peloponès i el 390 aC va signar un tractat amb el rei Amintes de Macedònia. El 382 aC moltes de les ciutats gregues a l'oest de l'Estrímon ja havien quedat sota la seva dependència, i fins i tot dominava Pella, la ciutat principal de Macedònia.
Les ciutats d'Acantos i Apol·lònia van demanar ajut contra la Lliga a Esparta, i aquesta va enviar a Eudàmides i després a Telèuties, germà d'Agesilau, amb deu mil homes al que es va unir Derdas, príncep d'Elimeia amb 400 cavallers. Telèuties va lluitar i va obtenir una victòria però fou derrotat ja sota els murs de la ciutat; llavors fou enviat el rei Agesípolis I que va seguir la guerra amb força però va morir de febres i el va succeir el general Políbiades, que va obligar a Olint a dissoldre la confederació el 379 aC, després de tres anys de guerra. Olint va haver d'entrar a l'aliança lacedemònia encapçalada per Esparta.
Però de fet vers el 377 aC la Lliga es va refer. Pidna, Metone i Potidea i la regió del golf Termaic, abans part de la liga, van ser incloses a l'aliança atenenca entre el 368 aC i el 363 aC però tot i així la lliga no va parar de créixer i el 358 aC aC incloïa 32 ciutats. El 358 aC, Amfípolis fou ocupada per Filip II de Macedònia. La Lliga va demanar negociar entrar a l'aliança atenenca però Macedònia ho va poder evitar de moment i es va apoderar d'Antemos i de la ciutat de Potidea que era atenenca. El 352 aC la resta de la Lliga va entrar a l'aliança atenenca i el 350 aC Filip II li va declarar la guerra. Olint va portar el pes de la lluita i fou conquerida pels macedonis el 348 aC, acabant així el poder de la ciutat (que fou arrasada) i de les ciutats confederades que es van haver de sotmetre a Macedònia, el que van fer sense cap resistència seriosa.